# Ralf Borngräber

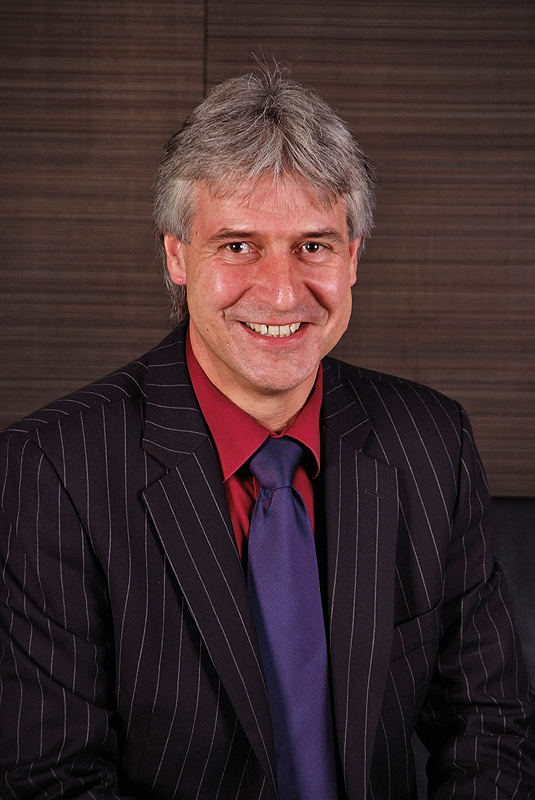
Ralf Borngräber 2009

Ralf Borngräber (* April 1961 in Rotenburg (Wümme)) ist ein deutscher Politiker (SPD). Von 2008 bis Oktober 2017 war er – mit einer Unterbrechung von 2013 bis 2016 – Mitglied des Niedersächsischen Landtags.

## Ausbildung und Beruf
Ralf Borngräber studierte nach seinem Abitur im Jahr 1980 Politik, Arbeit-Wirtschaft und Technik an der Universität Oldenburg.
Nach dem erfolgreichen Studienabschluss war er an Grund-, Haupt- und Realschulen in Visselhövede, Berlin-Kreuzberg, Rotenburg (Wümme) und Sottrum als Lehrer tätig. Seit 2000 war er Rektor der Orientierungsstufe Freudenthalstraße in Rotenburg (Wümme). Im Jahr 2004 wechselte er als schulfachlicher Dezernent zur Bezirksregierung Lüneburg und nach der Verwaltungsreform zur Landesschulbehörde. Dort blieb er bis zu seiner Wahl in den Niedersächsischen Landtag im Jahr 2008. Nach seinem Ausscheiden aus dem Landtag wurde Borngräber 2013 didaktischer Leiter der Oberschule Soltau. Später wechselte er als Referent ins Niedersächsische Kultusministerium.

## Politik und ehrenamtliches Engagement
1977 trat Borngräber in die SPD ein. Von 1985 bis 1987 war er Kreisvorsitzender der Jusos in Rotenburg (Wümme). Von 1991 bis 2001 war er Schöffe am Amtsgericht Rotenburg (Wümme) und am Landgericht Verden (Aller). Von 1991 bis 2001 und von 2004 bis 2013 war Borngräber Mitglied des Stadtrates von Rotenburg, von 2011 bis 2013 war er Ratsvorsitzender. Seit 2004 ist Borngräber Vorsitzender des SPD-Unterbezirks Rotenburg (Wümme) und Mitglied im Bezirksvorstand der SPD in Nord-Niedersachsen. Seit 2006 ist er Mitglied des Kreistags in Rotenburg (Wümme). Ralf Borngräber ist Mitglied in der GEW und der AWO. 
Bei der den Landtagswahlen 2008 und 2013 trat Borngräber für die SPD im Wahlkreis 53 Rotenburg an. Er verlor jeweils gegen Mechthild Ross-Luttmann (CDU). Über die Landesliste zog er 2008 dennoch in den Landtag ein; er gehörte von 2008 bis 2013 dem Kultus- und dem Petitionsausschuss des Landtages an. 2013 reichte sein Listenplatz zunächst nicht für ein Mandat; Borngräber rückte erst im November 2016 für Holger Heymann in den Landtag nach.